# Flam accent
El flam accent es uno de los veintiséis rudimentos clásicos de tambor.
Su manuación es la siguiente:
Las mociones son: Down, Tap, Up